# Geografia Islandei
Islanda este o insulă mare situată în nordul Oceanului Atlantic, supranumită și Țara Focului și a gheții, din cauza activității intense vulcanice, care a creat un peisaj neobișnuit, alǎturi de ghețari aflându-se vulcani, gheizere și izvoare termale.
Este situată la circa 830 km de Scoția și 4.200 km de New York. Riftul asociat cu Dorsala Medio-Atlantică, care marchează limita dintre plăcile tectonice europeană și nord-americană, străbate Islanda dinspre sud-vest către nord-est. Această caracteristică geografică este foarte vizibilă în Parcul Național Þingvellir, unde promontoriul creează un extraordinar amfiteatru natural. Aici s-a reunit primul Parlament al Islandei, Althing, acum o mie de ani.
Aproape jumătate din suprafața Islandei, care este de origine vulcanică recentă, este constituită dintr-un deșert muntos de lavă (cu o altitudine maximă de 2119 m deasupra nivelului mării), și din alte zone sălbatice. 11% din teritoriu este acoperit de trei mari ghețari:
- Vatnajökull (8300 km²)
- Langjökull (953 km²)
- Hofsjökull (925 km²)

și de câțiva mai mici:
- Mýrdalsjökull, 695 km²
- Drangajökull, 199 km²
- Eyjafjallajökull, 107 km²
- Snæfellsjökull

20% din teritoriu este folosit pentru pășunat și doar 1% este cultivat. Un ambițios program de reîmpădurire este în curs. Se presupune că, înainte de popularea insulei în anii 900, pădurea acoperea aproximativ 30-40% din suprafața insulei. În zilele noastre, singurele zone cu păduri de mesteacăn sunt Hallormstaðarskógur și Vaglaskógur.
Zonele locuite se află pe coastă, în principal în Sud-Vest, pe când platourile înalte centrale sunt total nelocuite.
Teritoriul țării reprezintă un podiș de bazalt (alt. 640–760 m), din care se ridică circa 100 de conuri vulcanice, dintre care multe sunt active, aproximativ 130 (Hekla, Laki, Vatnajökull 2000 m (ghețarul cu cel mai mare volum de gheață din Europa, 900 m pătură groasă), Hofsjökull, 1765 m, Mýrdalsjökull, 1450 m); gheizere și izvoare fierbinți, ghețari masivi. Câmpiile ocupă zonele restrânse de litoral. Râuri: Blanda, Jökulsá, Skjálfandafljót, Þjórsá, Hvítá. Lacuri glaciare: Þingvellir, Thoris. Clima maritimă blândă. Vegețatie de tundră, plantații de conifere. Fauna: diverse specii de păsări, pești, balene.
Datorită influenței moderate a Golf Stream-ului, clima este caracterizată prin veri umede și răcoroase și ierni relative blânde dar vântoase. În Reykjavík, temperature medie este de 11 °C în iulie și -1 °C în ianuarie (Koppen:Cfc)

## Statistici
Localizarea
Europa de Nord (în special din motive culturale și istorice, nu se consideră ca făcând parte din America), insulă între Marea Groenlandei și Oceanul Atlantic de Nord, în Nord-Vestul Marii Britanii.
Coordonate geografice
- 65°00′N 18°00′V / 65.000°N 18.000°V
- Nord: Rifstangi, 66°32′,3 N
- Sud: Kötlutangi, 63°23′,6 N
- Vest: Bjargtangar, 24°32′,1 W
- Est: Gerpir, 13°29′,6 W

Referințe pe hartă
Regiunea Arctică
Suprafața
- Totală: 103.125 km²
- Uscat: 100.329 km²
- Apă: 2.796 km²

Suprafață comparativă
Aproape cât jumătate din mărimea Marii Britanii; puțin mai mică decât Kentucky; puțin mai mare decât Hokkaido.
Granițe pe uscat
0 km
Coasta
4.988 km
Teritoriu maritim
- Placa continentală: 370 km (200 mile marine) sau până la marginea plăcii
- Zonă economică exclusivă: 370 km (200 mile marine)
- Mare teritorială: 22 km (12 mile marine)

Clima
Temperată; moderată de Curentul Atlanticului de Nord; ierni blânde, vântoase; veri răcoroase, umede în Sud și Vest
Relief
În mare parte platou, presărat cu vârfuri muntoase și platouri glaciare; coasta adânc crestată de golfuri și fiorduri
Altitudini limită
- Cel mai jos punct: Jölkulsárlón Lagoon: -146 m, Oceanul Atlantic 0 m
- Cel mai înalt punct: Hvannadalshnúkur 2.110 m  (măsurătoare nouă, august 2005)

Resurse naturale
Pește, potențial hidroenergetic, potențial geotermal.
Folosirea terenului
- Pământ arabil: 0.07%
- Culturi permanente: 0%
- Pășuni permanente: 23%
- Păduri: 1%
- Altele: 76% (estimare 1993)

Pământ irigat
-
Pericole naturale
Cutremure și activitate vulcanică; avalanșe
Probleme actuale de mediu
Poluarea apelor din cauza îngrășămintelor chimice din agricultură; tratamentul neadecvat al apelor uzate
Tratate internaționale de mediu
- Semnatar: Poluarea aerului, Biodiversitate, Schimbarea climatică, Deșertificare, Specii în pericol, Deșeuri periculoase, Legea mării, Dumping Marin, Interdicția testelor nucleare, Protecția stratului de ozon, Poluarea navelor (MARPOL 73/78), Mlaștini, Pescuitul de balene
- Semnat, dar nu ratificat: Poluarea aerului - Poluanți organici persistenți, Modificarea mediului, Conservarea vieții marine

Geografie—notă
Locație strategică între Groenlanda și Europa; cea mai vestică  țară europeană; mai mult teritoriu acoperit de ghețari decât în toată Europa continentală